# Čmelák podvojný
Čmelák podvojný (Bombus cryptarum Fabricius, 1775) je nehojný druh čmeláka v Česku jen vzácně se vyskytující a zákonem chráněný.
Patří do druhové skupiny pollen storres, tzn. že dělnice ukládají pyl a med do zvláštních voskových nádob. Z uskladněných zásob později dělnice krmí larvy podobně, jak to vidíme u včel.
Matka dorůstá 19–20 mm, za letu vydává vyšší a jemnější tón.
Zbarvena je černě. Žlutá páska na předohrudi je u křídel vykrojena do výrazného žlábku. Páska na 2. článku zadečku je světlá až bělavá, konec zadečku bílý. Zbarvení samce je variabilní, žlutá páska na předohrudi zasahuje hluboko pod křídla.
Vývojový cyklus uvedeného druhu je vázán na dobu kvetení pampelišek. Hnízdí ve středně početných koloniích pod zemí. V Česku se vyskytuje vzácně. Doc. Ptáček ve zdrojovém článku časopisu Včelařství užívá české označení čmelák norový.